# Pachymerinus multiporus
Pachymerinus multiporus är en mångfotingart som beskrevs av Demange 1963. Pachymerinus multiporus ingår i släktet Pachymerinus och familjen storjordkrypare. Inga underarter finns listade i Catalogue of Life.